# Вениамин (Почитан)
Епи́скоп Вениами́н (рум. Episcopul Veniamin, в миру Васи́ле Почита́н, рум. Vasile Pocitan; 5 декабря 1870, Чумаши, жудец Бэкэу — 14 марта 1955, Монастырь Черника) — епископ Румынской православной церкви, епископ Плоештский.

## Биография
Родился 5 декабря 1870 года в семье православных верующих. Начал обучение в начальной школе в родном селе, затем учился в публичной школы № 1 в Бакэу.
Желая послужить Церкви, молодой Василий Почитан осенью 1884 года поступил в духовную семинарию в Романе с благословением знаменитого академического епископа Мелхиседека (Штефэнеску), которым восхищался до конца своей жизни, посвятив ему многочисленные исследования. По окончании курсов нижней семинарии в Романе в 1890 году, семинарист Василе Почитан поступает в высшую семинарию имени митрополита Нифона в Бухаресте для преподавателей с тщательной подготовкой, которую он окончил летом 1893 года.
В 1893 году поступил на Богословский факультет в Бухаресте, который окончил в 1897 году, получив степень лиценциата; параллельно учился там же на юридическом факультете, который окончил в 1898 году.
После окончания богословского факультета Василе Почитан женился и был рукоположен в сан священника митрополитом-примасом Иосифом (Георгианом). C 1897 по 1928 год служил (с перерывами) священником Бухарестской церкви «святые Воеводы», переведенный настоятелем Румынской православной часовни в Париже (1914—1915), заместитель начальника религиозной службы Большого Генерального штаба румынской армии (1916—1922); параллельно профессор религии в средней школе им. Матея Басараба, в Университетской педагогической семинарии Бухареста им. Титу Майореску.
23 июня 1919 года в Монастыре Нямц он был пострижен в монашество с именем Вениамин, возможно, по имени известного митрополита и книжника Вениамина Костаки, который создал в Монастыре Нямц типографию
В 1926 году защитил докторскую диссертацию на богословском факультете в Бухаресте. В том же году становится первым президентом Центральной духовной консистории.
22 января 1929 года Священный Синод Румынской Православной Церкви, высоко оценив свою деятельность и тщательную подготовку, избрал его викарным архиереем Хушской епархии с титулом «Бырлэдский». 23 июня того же года в Митрополичьем соборе в Яссах состоялась его епископская хиротония, которую совершили: митрополит Молдавский Пимен (Джорджеску), епископ Романский Лукиан (Тритяну), епископ Хушский Иаков (Антонович) и епископ Бэкэуский Иларион (Мирча).
Его деятельность в Хушах была плодотворной, особенно в миссионерском, дидактическом и катехетическом направлениях. Сразу после смерти епископа Хушского Иакова 31 декабря 1931 года митрополит Молдавский Пимен епископу Вениамина временное управление Хушской епархии с делегацией полномочиями по ведению дел епархии до избрания правящего архиерея. Управлял епархией до марта 1934 года, когда её занял епископ Нифон (Кривяну).
Во время своего служения в качестве викарного архиерея Хушской епархии он постоянно совершал архиерейские богослужения в кафедральном Петропавловском соборе в Хуши, совершил бесчисленные канонические визиты в монастыри и скиты епархии, по итогам которых он составил краткие монографии, опубликованные в официальном журнале епархии.
23 марта 1935 года переведён на должность викария Бухарестской архиепископии с титулом «Плоештский». В 1945 году становится викарием патриарха Румынского с титулом «Синаитский».
Его деятельность в Бухаресте была плодотворной. Он был прямым подчинённым первых двух патриархов Румынских: Мирона (Кристя) до смерти его в марте 1939 года и Никодима (Мунтяну) с июня 1939 года до февраля 1948 года, когда скончался последний.
При отмене института архиерея-викария Бухарестской архиепископии с принятием нового закона о культах 1948 года иерарх Вениамин (Почитан) теряет свой пост викария и удаляется на покой в монастырь Черника, где проживал до смерти.
Скончался 14 марта 1955 года в монастыре Черника. Похоронен на кладбище монастыря.

## Публикации
- Compendiu de Drept bisericesc, Bucureşti, 1898, 362 + VI p. (prelucrare după cursul prof. Constantin Popovici de la Cernăuţi);
- Patriarhatele Bisericii Ortodoxe, Bucureşti, 1926, 111 p. (teza de doctorat).
- Şcolile catehetice din Eparhia Huşilor // Biserica Ortodoxă Română, an. XLVIII, 1930, nr. 10. — p. 945—950; nr. 11. — p. 1019—1029; nr. 12. — p. 1117−1129;
- Episcopia Strehaiei // Biserica Ortodoxă Română, an. XLVIII, 1930. — nr. 7—8. — P. 644—660;
- Istoria Mitropoliei Proilaviei (Brăilei) // Biserica Ortodoxă Română, an. XLIX, 1931, nr. 5. — p. 385396; nr. 9. — p. 481—493; nr. 10. — p. 577—587; nr. 11. — p. 697—702;
- Vechea Episcopie a Hotinlui // Biserica Ortodoxă Română, an. L, 1932. — nr. 1. — p. 14-22; nr. 2. — p. 106—118; nr. 3. — p. 198—208; nr. 4. — p. 295—299; nr. 6. — p. 401—408; nr. 9. — p. 577—585; nr. 11. — p. 712—720; an. LI, 1933. — nr. 1. — p. 31-42
  - Istoria Mitropoliei Proilaviei şi a vechii Episcopii a Hotinului, Bucureşti, 1936. — 64 p.
- Biserica Bucur din Capitală, Bucureşti, 1939. — 64 p.
- Ieromonahul Anania Melega // Biserica Ortodoxă Română, an. XLVII, 1929, nr. 1, p. 1166—1181;
- Arhimandritul Veniamin Catulescu // Biserica Ortodoxă Română, an. XLVII, 1930, nr. 4, p. 301—311;
- Sofronie Vârnav // Biserica Ortodoxă Română, an. XLIX, 1931. — nr. 2-3. — P. 97-112; nr. 4. — p. 292—307 (şi extras, 32p.);
- Arhiereu vicari în Biserica Românească. Vicarii Arhiepiscopiei Bucureştilor, Mitropoliei Ungrovlahiei şi Patriarhiei Române, Bucureşti, 1937, 52 p.;
- Momente din viaţa şi activitatea episcopului Melchisedec între anii 1856—1861, Bucureşti, 1936, 96 p.;
- Melchisedec ca membru al Sf. Sinod, Bucureşti, 1939, 98 p.
- Capela Românească din Lipsca // Biserica Ortodoxă Română, an. XLV 1927, nr. 7. — p. 414—419; nr. 8. — p. 458—467;
- Capela românesacă din Baden-Baden // Biserica Ortodoxă Română, an. XL, 1927, nr. 11. — p. 657—666; nr. 12. — p. 722—729 (si extras);
- Biserici româneşti în Lemberg (Lvov) // Biserica Ortodoxă Română, an. XLVI, 1928. — nr. 6. — p. 508−520;
- Capela Românească din Viena // Biserica Ortodoxă Română, an. XLVI, 1928, nr. 9. — p. 781—792; nr. 10. — p. 878—886;
- Biserica Ortodoxă Română din America, Bucureşti-Cernica, 1937, 112 p.,
- L’Eglise orthodoxe roumaine de Paris Bucarest, 1937, 75 p.;
- Biserica ortodoxă română din Paris, Bucureşti, 1940, 160 p.;
- Sfântul Munte a Athosului. Cu prilejuil unei călătorii în Răsărit, Bucureşti, 1939, 128 p.